# Электрификация Таганрога
Электрификация Таганрога — начало электрификации г. Таганрога было положено строительством в 1878 году на Таганьем мысу электрического маяка.

## Основные этапы электрификации
- 1807 г. — в Таганроге при императоре Александре I было проведено масляное уличное освещение[1].
- 1849 г. — в городе введено отопление домов донецким углём, в добыче которого с 1871 г. участвовали и таганрожцы.
- 1870 г. — введён в эксплуатацию газовый завод, на четырёх центральных улицах установлено 260 газовых фонарей.
- 1878 г. — на Таганьем мысу построен электрический маяк.
- 1908 г. — предприниматель Г.Д. Букатин (1867—1951) во дворе Иерусалимского монастыря построил первую электростанцию для освещения Варвациевского (ныне Лермонтовского) переулка, площади у памятника Александру I и соседних домов.
- 1919 г. — в переулке Гоголевском смонтирована вторая дизельная электростанция, проложено 6 км сетей для подключения 250 абонентов. В 1920 г. горэлектросеть возглавил П. Г. Москатов, впоследствии занимавший высокие государственные должности[1].
- 1964 г. — произошло объединение «Горэлектросетей» Таганрога с «Ростовэнерго».
- 2008 г. — на балансе Таганрогских РЭС, являющихся подразделением ЮЗЭС, находится 218 трансформаторных пунктов, 155 км высоковольтных кабельных и воздушных электролиний, более 800 км линий общего пользования для обслуживания 55 тысяч абонентов[1].